# びわこ緑水亭
びわこ緑水亭 （びわこりょくすいてい）は、滋賀県大津市の雄琴温泉にある旅館である。
同館は旅館「芳月楼」として創業したが、1996年（平成8年）に売却されて経営者が交代し、現在の名称となった。

## 客室
総客室数は69であり、全室がレイクビューとなっている。なお、内訳は下表のとおり。また、宿泊棟ごとに愛称が付いており、その愛称は「びわの風」・「びわすみれ」・「萬葉」・「碧の章」の4つである。

### びわの風
※アクアTVは「露天風呂用テレビ」のこと。
| 客室名             | 客室数 | 室内   | 備考       |
| ------------------ | ------ | ------ | ---------- |
| アクアTV付露天風呂 | 3      | 和室   | 露天風呂付 |
| 15畳和風3ベッド    | 3      | 和室   | 露天風呂付 |
| 和風タイプ         | 12     | 和室   | 露天風呂付 |
| ツインベッドタイプ | 9      | 和洋室 | 露天風呂付 |

### びわすみれ
スタンダードは「基準タイプ」や「基準室」と呼ばれる。
| 客室名       | 客室数 | 室内   | 備考             |
| ------------ | ------ | ------ | ---------------- |
| 風雅         | 6      | 和室   | 露天風呂付       |
| 風雅         | 3      | 和洋室 | 露天風呂付       |
| 優雅         | 6      | 和室   | 展望半露天風呂付 |
| 優雅         | 3      | 和洋室 | 展望半露天風呂付 |
| スタンダード | 9      | 和洋室 |                  |

### 萬葉
純和風な造りの2間。
| 客室名 | 客室数 | 室内 | 備考       |
| ------ | ------ | ---- | ---------- |
| 萬葉   | 7      | 和室 | 露天風呂付 |

### 碧の章
全室洋風ツインルーム。
| 客室名 | 客室数 | 室内 | 備考       |
| ------ | ------ | ---- | ---------- |
| 碧の章 | 2      | 洋室 | 露天風呂付 |
| 碧の章 | 3      | 洋室 |            |

## 館内施設

### 食事会場
- 個室料亭「志・季」
- ダイニングレストラン和楽
- ダイニングレストラン風の音

### ラウンジ
- ブルーアイズ
- ラウンジ昴（）

### カラオケルーム
※休業中。ラウンジにあるカラオケは使用停止。

### 美容サロン
- ゆすらうめ - エステ・マッサージ

### お休み処
- 湯上りライブラリー 月の調べ

### ワーキングルーム
- 「碧の章」のうち1室はオフィスのような部屋となっており、滞在中はノートパソコンとコピー機を自由に利用することができる[3]。  - ※「ワーケーション」（※「ワーク」と「バケーション」の造語）と称する働き方を支援するための試みであり、これに応じた宿泊プランも用意されている。

### その他
- 露天風呂付き大浴場
- 宴会場（※1階は会議室との兼用）
- 売店

## 館外施設

### 碧のテラス
琵琶湖岸に設けられたテラスで、2018年11月にオープンした。このテラスは下記の6施設からなる。
- 星のテラス
- みなもテラス
- 茉莉花（）アーチ
- 奏の小径
- 円の庭
- ほとりBAR

## アクセス

### 公共交通機関

#### 鉄道
- JR湖西線おごと温泉駅よりタクシーで約7分。

※連絡がある場合は送迎バスを運行する。

#### バス
- JR琵琶湖線（東海道本線）大津駅、京阪石山坂本線・京阪京津線びわ湖浜大津駅、JR堅田駅より江若交通でおごと温泉ホテル前停留所下車、徒歩1分。

### 自動車
- 湖西道路仰木雄琴ICより車で約10分、滋賀県道558号高島大津線沿い（おごと温泉交差点角）。